# Chromatomyia soldanellae
Chromatomyia soldanellae este o specie de muște din genul Chromatomyia, familia Agromyzidae, descrisă de Jaroslav Stary în anul 1950.
Este endemică în Slovakia. Conform Catalogue of Life specia Chromatomyia soldanellae nu are subspecii cunoscute.